# R.B.I. Baseball '93
R.B.I. Baseball '93 est un jeu vidéo de baseball sorti en 1993 sur Mega Drive. Le jeu a été développé et édité par Tengen.